# Lago Rincón del Bonete

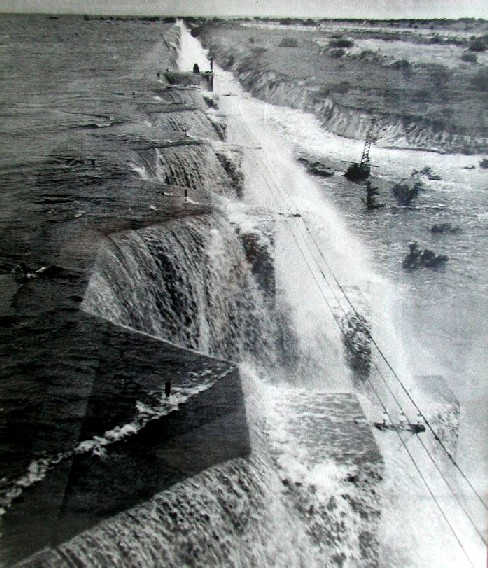
Vista de la Represa de Rincón del Bonete durante la creciente de 1959.

El lago Rincón del Bonete es un lago de Uruguay ubicado en el centro del país, entre los departamentos de Tacuarembó al norte y Durazno al sur.
Es un lago artificial formado por la represa del mismo nombre y el embalse del río Negro. Se construyó en 1945 y su superficie es de casi 1240 km² .
Al oeste, a menos de 10 kilómetros se encuentra la localidad de Paso de los Toros, y a menos de 2 km se encuentra la localidad del mismo nombre del lago.